# ۷۸۵۳ کنفوسیوس
سیارک ۷۸۵۳ (به انگلیسی: 7853 Confucius، نامگذاری:2086T-2) هفت هزار و هشتصد و پنجاه و سومین سیارک کشف شده‌است که در ۲۹ سپتامبر ۱۹۷۳ کشف شد.
قدر مطلق سیارک برابر ۱۳٫۰۰ است.